# خط فرضی (فیلم)
خط فرضی فیلمی به نویسندگی و کارگردانی فرنوش صمدی و تهیه‌کنندگی علی مصفا محصول سال ۱۳۹۸ است.سحر دولتشاهی و پژمان جمشیدی از بازیگران این فیلم هستند. این فیلم نامزد دریافت دو جایزه در سی و نهمین دوره جشنواره فیلم فجر شد.

## خلاصه داستان
سارا به همراه همسرش حامد و دختر خردسالشان به یک عروسی در شمال ایران دعوت شده‌اند. اما حامد به دلیل مشکلات کاری نمی‌تواند به این سفر برود و این سرآغاز اتفاقی است که زندگی سارا را دگرگون می‌کند.

## بازیگران
- سحر دولتشاهی در نقش سارا ( همسر حامد ، مادر رها )
- پژمان جمشیدی در نقش حامد ( همسر سارا ، پدر رها )
- آزیتا حاجیان در نقش مادرِ سارا
- حسن پورشیرازی در نقش پدر سارا
- صدف عسگری در نقش یاسی
- امیررضا رنجبران در نقش سینا ( برادر سارا )
- محمد حیدری در نقش آرمین
- آیلین جاهد در نقش رها ( دختر حامد و سارا )

## جشنواره‌ها
| بخش                       | نامزد          | نتیجه    | جایزه        |
| ------------------------- | -------------- | -------- | ------------ |
| بهترین بازیگر نقش مکمل زن | آزیتا حاجیان   | نامزدشده | سیمرغ بلورین |
| بهترین صداگذاری           | امیرحسین قاسمی | نامزدشده | سیمرغ بلورین |

همچنین این فیلم در جشنواره وایادولید اسپانیا حضور یافته و برنده جایزه بهترین فیلم شده است.